# Святогоров, Александр Пантелеймонович
Алекса́ндр Пантелеймо́нович Святого́ров (15 декабря 1913, Харьков — 22 июня 2008, Киев) — советский разведчик. Считается, что из 17 оперативных псевдонимов Святогорова был рассекречен только один — майор Зорич, который он взял в память о своём сербском друге, спасшем ему жизнь.

## Биография
Александр Святогоров родился 15 декабря 1913 года в Харькове, где окончил школу, а потом — техникум. С 1932 года работал мастером, начальником смены, начальником цеха на комбинате «Запорожсталь».
В 1939 году Святогоров поступил на службу в НКВД СССР, и работал в Запорожском областном управлении НКВД.
В начале Великой Отечественной войны участвовал в минировании стратегических объектов Запорожья. Позже стал адъютантом начальника разведуправления фронта полковника Леонова. Занимался разработкой агентурной сети на оккупированной территории, подготовкой разведывательно-диверсионных групп и их заброской в тыл противника в районах Харькова, Ворошиловграда, Сталинграда.
После заброски в немецкий тыл в 1944—1945 годах на территорию Польши и Словакии участвовал в разведывательно-диверсионных мероприятиях. Считается, что за его голову комендант города Злате-Моравце установил вознаграждение в размере 150 тысяч словацких крон, подняв затем эту сумму до полумиллиона.
Среди известных операций, в которых он участвовал, были: ликвидация военного коменданта Харькова генерала Георга фон Брауна, ликвидация Люблинской разведшколы, ликвидация личного представителя адмирала Канариса — Вальтера Файленгауэра. В 1944 году руководил разведывательно-диверсионным отрядом «Зарубежные» в районе Банска Бистрица (Словакия).
После войны был направлен на работу вице-консулом, генеральным консулом СССР в Братиславе. В 1948 году был направлен в Берлин, где работал под легендой советского «невозвращенца», координируя операции советской разведки на территории Австрии и Западной Германии. В 1953 году по распоряжению Берии был направлен на работу в Чехословакию, с 1956 — в резидентуре ГДР (до 1961 года). С 1962 по 1964 год работал в ОБХСС МВД Украины, затем — в ряде гражданских организаций (КБ имени Мануильского, Институте кибернетики и др.).

## Операции Святогорова

### Украина

#### Ликвидация Георга фон Брауна, военного коменданта Харькова
В Харькове, в доме на улице Дзержинского, 17 («Дом Хрущёва») диверсанты Святогорова установили несколько мин, предполагая, что Георг фон Браун (кузен Вернера фон Брауна, создателя ракет «Фау-2») решит занять именно этот дом. Немецкие сапёры тщательно обследовали дом и нашли радиоуправляемую мину, «плохо спрятанную» в подвале. Другая мина, начинённая полутонной тротила, была зарыта на трёхметровой глубине. Полковник Илья Старинов привёл радиомину в действие из Воронежа 14 ноября 1941 г. в то время, когда фон Браун устраивал торжественный приём. Вследствие чего, немецкой комендатурой г. Харьков было казнено 50 членов коммунистической партии, а также взяты в заложники 1000 граждан (с угрозой жизни 200) и установлен комендантский час в городе.

#### Ликвидация Люблинской разведшколы и шефа гестапо
В партизанский отряд явились с повинной бойцы украинской дивизии СС «Галичина». Святогоров решил этим воспользоваться, чтобы проникнуть в Люблинскую разведшколу абвера под видом хорунжего Украинской повстанческой армии. Святогорову удалось войти в доверие к шефу гестапо штурмбаннфюреру Аккардту. Вскоре Святогоров передал в Москву список курсантов и засланных на территорию советских войск выпускников разведывательной школы. Затем группа Святогорова, разгромив гестапо и разведывательную школу, попыталась захватить Аккардта, но в перестрелке тот погиб.

#### Захват Вальтера Файленгауэра
О приезде Вальтера Файленгауэра в Люблин Святогоров узнал случайно. Святогорову удалось внедрить в абвер своего разведчика — поляка Станислава Рокича. Под видом Фридриха Краузе Рокич встречал Вальтера Файленгауэра. Вальтер Файленгауэр приехал со своей любовницей Софией Зонтаг. Во время застолья Файленгауэр выболтал цель приезда в Люблин: «Вильгельм Франц Канарис послал его организовать операцию против партизан».

### Словакия
Десантная группа майора Святогорова-Зорича (псевдоним Александр Пантелеймонович сохранил после удачных операций в Польше) высадилась на аэродроме «Три дуба» близ Банска-Быстрицы на рассвете 17 октября 1944 года, чтобы стать ядром советско-словацкого партизанского отряда после того, как в Словакии было подавлено антифашистское восстание. После формирования он просочился в тыл немецких войск и развернул боевые операции на их коммуникациях в районе Братиславы, нанеся противнику большой урон. Партизанам удалось ликвидировать четыре немецких воинских штаба, взорвать железнодорожный мост, сжечь четыре склада с боеприпасами и горюче-смазочными материалами, уничтожить два паровоза и 31 железнодорожный вагон, 29 автомашин и пять немецких полевых радиостанций. Были захвачены 54 вражеских солдата и 18 офицеров, уничтожены в боях около 400. Разведчики отряда разоблачили 10 шпионов и восемь тайных агентов гестапо.
Если в Польше Зорич выступал в роли офицера из дивизии СС «Галичина», то в Словакии он стал использовать форму подразделений словацких гардистов. Он прославился своими дерзкими вылазками, отвлекавшими большие материальные ресурсы гитлеровцев. В то время заброшенные на парашютах с 7 по 26 августа группы Эрнеста Биелика, Алексея Егорова, Евгения Волянского и выдвинувшиеся в Словакию с оккупированной части Украины ударные партизанские отряды Виктора Карасева, Михаила Шукаева, Николая Прокопюка, Леонида Беренштейна и Вячеслава Квитинского составили основное ядро сопротивления после восстания.

#### Освобождение Вильяма Широкого и члена ЦК Юлиуса Дюриша
Святогоров руководил операцией по освобождению из тюрьмы секретаря коммунистической партии Вильяма Широкого и члена ЦК Юлиуса Дюриша. Их побег удалось организовать при активном участии разведчика Сергея Каграманова. Во время освобождения Широкого и Дюриша люди Святогорова проникли в близкое окружение словацкого президента Йозефа Тисо. Ликвидировать Тисо не удалось из-за его бегства в Берлин.

### Кража шифров
Лаврентий Берия поручил Святогорову проникнуть в пражское отделение МОССАДа и выкрасть секретные шифры радиосвязи. Ко второму секретарю израильской миссии Герзону Святогоров подослал разведчицу Бьянку. Герзон, после проведённой с Бьянкой ночи, крепко заснул. Бьянка вытащила из кармана пиджака ключи от сейфа и передала их советским разведчикам. Шифры и коды быстро пересняли и Бьянка вернула их на место. Проснувшись, Герзон ничего не заподозрил. В течение двух лет чекисты были в курсе всех действий МОССАДа.

### Ликвидация Бандеры
В послевоенные годы в Мюнхене обосновался лидер УПА Степан Бандера. Руководство операцией было возложено на подполковника Святогорова, исполнителем назначили сотрудника КГБ Богдана Сташинского. Сташинский поджидал Бандеру у его подъезда с миниатюрным пистолетом в виде авторучки с капсулой цианистого калия. После выстрела в упор Бандера скончался мгновенно.

## Награды
Награждён орденами Красной Звезды, Отечественной войны ІІ степени, Богдана Хмельницкого III степени, «За заслуги» III степени, а также зарубежными орденами: Польши — «Партизанский военный крест», Чехословакии — «Военный крест», «Орден Словацкого Народного Восстания», «Красная Звезда ЧССР», и многими медалями.
В конце войны Святогоров был представлен к Звезде Героя Советского Союза, но Сталин подписывать указ отказался.